# Hajan
Seuserenre Hajan, Hijaran, Hajran ali Hian je bil faraon iz Petnajste egipčanske dinastije (Hiksi), * ni znano, † 1580 pr. n. št.
Njegovo kraljevsko ime Seuserenre  se pravaja kot  Tisti, ki ga je Ra naredil močnega. Kian ni imel samo naslova egipčanskega kralja – faraona, ampak tudi naslov vladarja tuje dežele  (heqa-khaset). Slednji je tipičen naslov vladarjev Hiksov.
Hajan je eden od bolje dokumentiranih vladarjev iz hiškega obdobja, znan z mnogo napisov in pečatov. Zlasti pomembni so predmeti z njegovim imenom, najdeni v Knososu in Hatuši, ki kažejo na diplomatske stike s Kreto  in Hetiti. Sfinga z njegovim imenom, kupljena v Bagdadu, dokazuje tudi diplomatske stike z Babilonijo.
Arheologi so nedavno izkopali njegovo palačo v Avarisu. Odtis njegovega pečatnika v palači dokazuje, da je bila res njegova.

## Hajanov položaj v hiški dinastiji
Hajan je  v delih Jožefa Flavija istoveten z Ianasom. Flavijevo poznavanje hiških faraonov izhaja iz Manetove Zgodovine Egipta. V razpravah o dolžini vladanja faraonov, ki so vladali za Salitisom, ga Flavij umešča za Apofisa. To je učenjake 18. stoletja privedlo do tega,  da so Hajana umestili za Apofisom na konec hiške dinastije.  
Publij Kornelij Scipion Afriški ga v svoji različici Manetovih Povzetkov pod imenom  Staan umešča za kralja Pačnanuja, morda Jakubherja, zadnjega iz Štirinajste egipčanske dinastije. Hajanov skarabej je stilistično podoben  Jakubherjevemu,  kar bi lahko Hajana umestilo na začetek in ne na konec hiške dinastije. To kaže, da je bil Hajan eden od zgodejših vladarjev Petnajste dinastije. 
Njegov zgodnji položaj v Petnajsti dinastiji bi morda lahko potrdile nove arheološke najdbe v Edfuju, kjer so odkrili odtise Hajanovega pečatnika, tesno povezane z odtisi pečatnika faraona Sobekhotepa IV. iz Trinajste dinastije, kar kaže, da sta oba faraona vladala morda  v približno istem času.
Manfred Bietak je ugotovil, da so bili na  steli iz Avarisa  Hajanovo ime  in prestolno ime in zdaj izgubljeno posvetilo, domnevno bogu Setu, zaščitniku Avarisa, v katerem je omenjen najstarejši Hajanov sin Janasi. Danski egiptolog Kim Ryholt, ki je objavil obsežen katalog spomenikov vseh faraonov iz Drugega vmesnega obdobja, poudarja, da povezava Hajana  in njegovega sina Janasija kaže, da je bil Janasi izbran za Hajanovega naslednika.

## Izvor Hajanovega imena
Ryholt ugotavlja, da je ime Hajan na splošno interpretirano kot amoritsko ime Hajanu, ki se bere  h-ya-a-n. Egipčanska oblika imena je odlična in po vsej verjetnost pravilna. Hajanovo ime ni izvirno, saj se je uporabljalo že več stoletij pred Petnajsto dinastijo in je omenjeno tudi v seznamih asirskih kraljev.